# Contrassegni per veicoli
Molti autoveicoli (specialmente commerciali) portano contrassegni (detti anche segnali) in forma di pannelli metallici o adesivi, per specificare alcune caratteristiche di legge del veicolo stesso, ingombri particolari, trattamento fiscale, trasporto invalidi civili, ecc.

## In Europa

### Merci pericolose
Molto importanti sono i pannelli ADR che regolano il trasporto di merci pericolose.

### Conferenza dei ministri europei dei trasporti

Veicoli ecologici
Veicoli ecologici
Veicoli a bassissime emissioni
Euro 3
Euro 4

La Conferenza dei ministri europei dei trasporti (CEMT, Conférence Européenne des Ministres des Transports, dal 2006 Forum internazionale dei trasporti) aveva stabilito una serie di contrassegni per identificare i veicoli commerciali che rispettavano certe norme di inquinamento acustico e ambientale. Allo stato attuale delle cose, l'uso di questi contrassegni appare diffuso solo in Austria, limitatamente a U e S.

### In Italia

#### Trasporto merci particolari
In Italia sono diffusi secondo i termini di legge i pannelli con scritta a, d e R. Il primo si riferisce al trasporto di prodotti che devono essere trasportati urgentemente a causa della loro natura o di fattori climatici e stagionali, oltre agli alimenti destinati agli allevamenti animali; il secondo al trasporto di derrate deperibili (giornali, quotidiani e periodici, prodotti per uso medico, latte fresco, frutta e verdura, carne, fiori recisi ecc.); il terzo a mezzi addetti alla gestione dei rifiuti o materiali pericolosi di scarto.

Trasporto derrate alimentari deperibili
Trasporto derrate deperibili
Trasporto rifiuti pericolosi

#### Trasporto persone invalide
In Italia, alle persone invalide che abbiano una capacità di deambulazione impedita o sensibilmente ridotta, oppure alle persone non vedenti, viene rilasciato uno speciale contrassegno da esporre all'interno del veicolo a bordo del quale viaggia il titolare. Il contrassegno per disabili dà diritto ad una serie di agevolazioni relative alla circolazione e alla sosta del veicolo (tra cui l'accesso, in particolari condizioni, a ZTL, aree pedonali e corsie preferenziali, sosta in deroga a specifici divieti e negli stalli appositamente riservati).

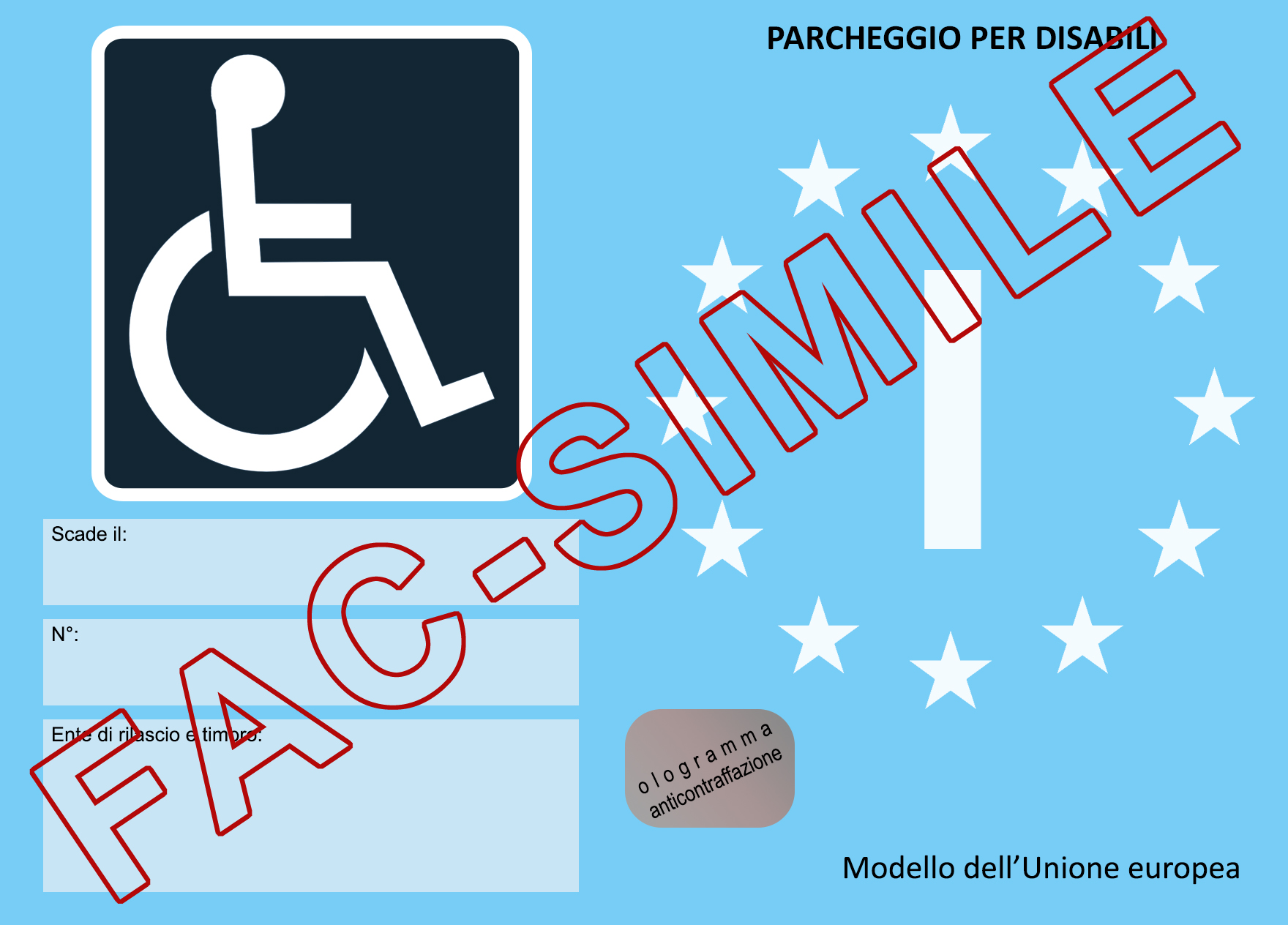
Contrassegno di parcheggio per disabili (fronte)
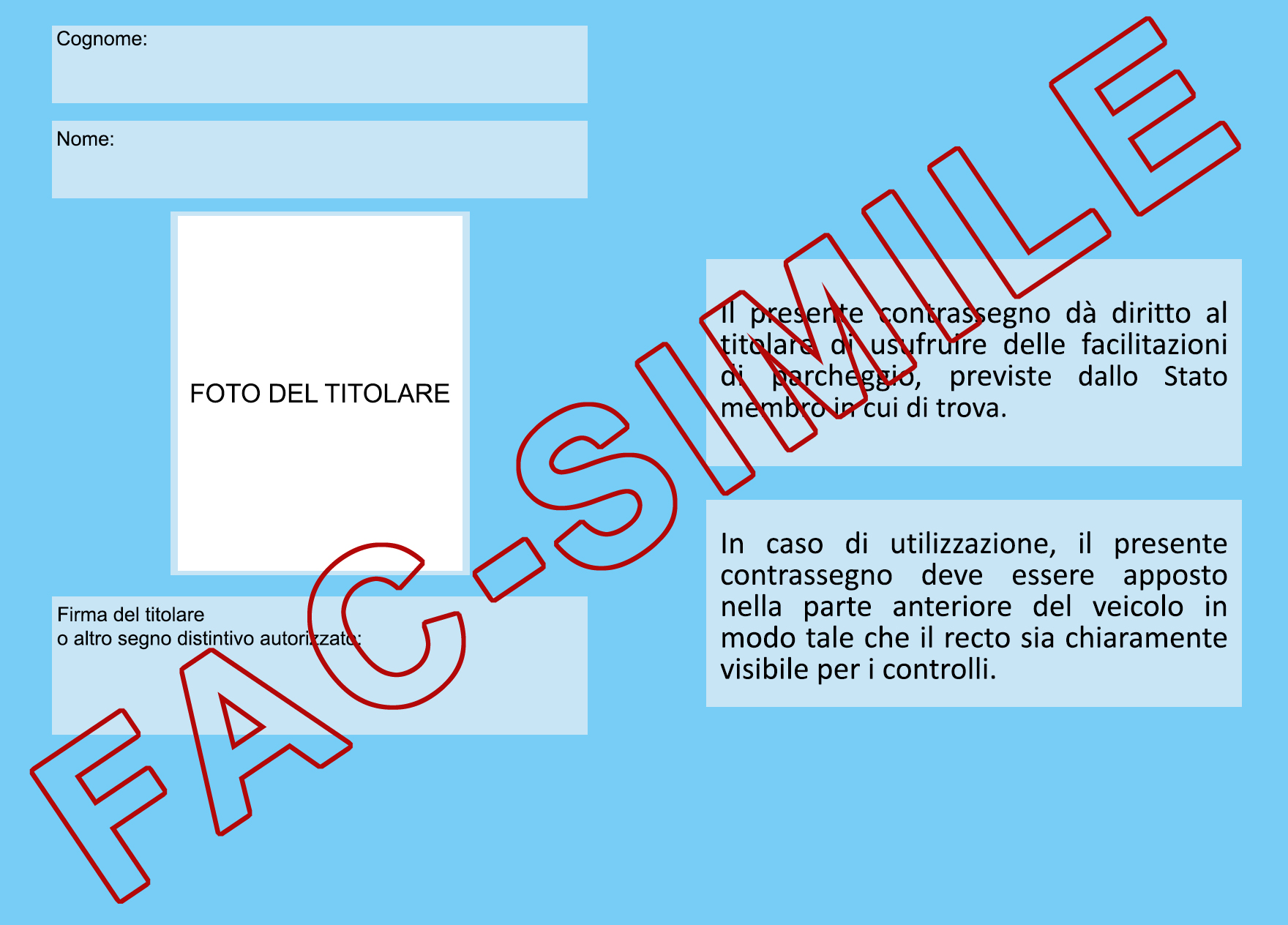
Contrassegno di parcheggio per disabili (retro)

#### Permesso rosa
In Italia, a partire dal 2021, alle donne in stato di gravidanza oppure ai genitori con figli con età non superiore a due anni, viene rilasciato uno speciale contrassegno da esporre all'interno del veicolo per usufruire di particolari agevolazioni nella mobilità.

#### Esercitazioni alla guida
In Italia, le persone che hanno superato la prova teorica per il conseguimento della patente di guida, possono effettuare delle guide di esercitazione, purché correttamente accompagnate, esponendo sul veicolo due contrassegni retroriflettenti bianchi recanti la lettera P, in modo da essere identificati dagli altri conducenti.

Versione posteriore del contrassegno italiano per le esercitazioni alla guida
Versione anteriore del contrassegno italiano per le esercitazioni alla guida
Variante del contrassegno utilizzato dalle autoscuole

Sui veicoli utilizzati per le esercitazioni dei conducenti minorenni con almeno 17 anni, si applicano i contrassegni di colore giallo con iscrizione "GA" (guida accompagnata), salvo che si tratti di veicoli di autoscuole, sui quali si applicano comunque i contrassegni "SCUOLA GUIDA".

Versione posteriore del contrassegno italiano guida accompagnata
Versione anteriore del contrassegno italiano guida accompagnata

### In Austria

Basso inquinamento acustico
Veicoli a circolazione limitata
(non più in vigore dal 2005)
(non più in vigore dal 2005)

In Austria è richiesto il contrassegno verde L che indica basso inquinamento acustico (lärmarm) per circolare nelle ore notturne (dalle 22 alle 6 di mattina) su determinate autostrade. Dato che i requisiti in Austria sono più elevati, il contrassegno G tedesco non è riconosciuto nel Paese alpino. I veicoli a basse emissioni appongono il segnale circolare S (schadstoffarm); sebbene in origine fosse un simbolo approvato dalla Conferenza europea dei ministri dei trasporti (CEMT, oggi Forum internazionale dei trasporti) è oggi usato principalmente in Austria. S'incontrano anche, meno di frequente, altri contrassegni: U (umweltgerecht, anch'esso in origine un simbolo della CEMT) combina i contrassegni L e S (basse emissioni di rumore e di materie inquinanti) e R per veicoli che hanno l'accesso consentito solo ad alcune strade. I contrassegni E ed H, che indicavano particolari condizioni riguardanti la massa trasportata, non sono più in vigore dal 27 novembre 2005.

### In Germania

Basso inquinamento acustico
Veicoli a circolazione limitata
(non più in vigore dal 2005)
(non più in vigore dal 2005)

- Trasporto combinato
- Rifiuti
- Euro 2

In Germania sono frequenti i contrassegni G, K e A. Il primo, di forma rotonda e di colore verde con caratteri bianchi, (geräuscharm) si riferisce a veicoli commerciali che rispettano le norme sul basso inquinamento acustico e hanno una tassazione agevolata; il secondo, di forma quadrata, indica un veicolo commerciale che opera in regime di trasporto combinato (Kombiverkehr) tra la stazione di carico e la più vicina stazione merci o porto; in questo caso il veicolo è esente da imposta; il quadrato bianco con la scritta nera A (Abfalltransport) indica un veicolo per il trasporto rifiuti; in questo caso il contrassegno è richiesto anche sulla parte anteriore e posteriore del veicolo stesso. I veicoli commerciali che rispettano le norme Euro 2 portano speciali contrassegni  (la regola non sembra più in vigore).

### In Repubblica Ceca

Euro 3
Euro 4
Euro 5
Euro 6

Contrassegni in uso in Repubblica Ceca che stabiliscono a quale categoria europea sulle emissioni inquinanti appartiene il veicolo.

### In Spagna

Targhetta servizio pubblico

In Spagna i veicoli addetti a servizio pubblico (servicio público), secondo la legge locale, devono montare una targhetta bianca con la scritta SP.

## Nel mondo

Targa TIR

È molto conosciuta la targa TIR che indica i trasporti internazionali su gomma (Transports Internationaux Routiers). Questa targa indica che l'automezzo è fornito di un particolare documento, il Carnet TIR. In ogni caso l'acronimo TIR indica la modalità di trasporto e non un particolare tipo di autotreno o autoarticolato.